# Zanthoxylum tingoassuiba
Zanthoxylum tingoassuiba är en vinruteväxtart som beskrevs av A. St.-hil.. Zanthoxylum tingoassuiba ingår i släktet Zanthoxylum och familjen vinruteväxter. Inga underarter finns listade i Catalogue of Life.